# گاستون گائودیو
 گاستون گائودیو (انگلیسی: Gastón Gaudio؛ زاده ۹ دسامبر ۱۹۷۸) یک تنیس‌باز اهل آرژانتین است. 
از فیلم‌ها یا مجموعه‌های تلویزیونی که وی در آن‌ها نقش داشته‌است، می‌توان به دانش‌آموختگان اشاره نمود.